# Jamie Ashdown
Jamie Ashdown (30 de noviembre de 1980, Reading, Inglaterra) es un jugador de fútbol inglés que juega como portero para el Leeds United.

## Carrera
Jamie empezó desde joven en el equipo de su ciudad, el Reading, donde no tuvo mucha continuidad, y fue cedido a numerosos equipos.
En 2004 lo commpró el Portsmouth FC, donde se alternó la titularidad con Dean Kiely y Sander Westerveld en las temporadas 2004/2005 y 2005/2006. Desde la llegada de David James en verano de 2006, Jamie Ashdown solo ha jugado dos partidos, ambos en la Carling Cup.

## Clubes
| Club                             | País       | Año       |
| -------------------------------- | ---------- | --------- |
| Reading FC                       | Inglaterra | 2000-2001 |
| Ebbsfleet United                 | Inglaterra | 2001      |
| Reading FC                       | Inglaterra | 2001-2002 |
| AFC Bournemouth                  | Inglaterra | 2002      |
| Reading FC                       | Inglaterra | 2002-2003 |
| Rushden & Diamonds Football Club | Inglaterra | 2003-2004 |
| Reading FC                       | Inglaterra | 2004      |
| Portsmouth FC                    | Inglaterra | 2004-2006 |
| Norwich City                     | Inglaterra | 2006      |
| Portsmouth FC                    | Inglaterra | 2006-2012 |
| Leeds United                     | Inglaterra | 2012-     |

## Palmarés

### Campeonatos nacionales
| Título  | Club          | País       | Año  |
| ------- | ------------- | ---------- | ---- |
| Copa FA | Portsmouth FC | Inglaterra | 2008 |